# بخش سیستان
بخش سیستان یکی از بخش‌های شهرستان کوهپایه استان اصفهان ایران است.

## تقسیمات کشوری
- بخش سیستان
  - دهستان زفره
  - دهستان سیستان

شهر: سجزی

## جمعیت
براساس سرشماری عمومی نفوس و مسکن در سال ۱۳۹۵، جمعیت بخش سیستان برابر با ۸،۱۷۹ نفر بوده‌است.